# Buck Baker
Elzie Wylie Baker Sr. (Richburg, 4 marzo 1919 – Charlotte, 14 aprile 2002) è stato un pilota automobilistico statunitense, due volte campione della NASCAR.

## Carriera
Dal 1949 al 1976 ha corso nella NASCAR Sprint Cup Series, ottenendo in totale 46 vittorie su 45 pole position. Inoltre per due stagione dal 1972 al 1973, ha corso nella NASCAR Grand National East Series.

## Ricordi postumi
Nel 1998 è stato introdotto nella International Motorsports Hall of Fame mentre nel 2013 è stato introdotto nella NASCAR Hall of Fame.